# Queen Mary University of London
A Queen Mary University of London (QMUL) é uma universidade pública de pesquisa em Londres, Inglaterra, e uma faculdade constituinte da Universidade Federal de Londres. Ela remonta à fundação do Faculdade de Medicina do Hospital de Londres, em 1785. O Queen Mary College, em homenagem à Maria de Teck, foi admitido na Universidade de Londres em 1915 e em 1989 fundiu-se com o Westfield College para formar o Queen Mary e o Westfield College. Em 1995, o Queen Mary e o Westfield College fundiram-se com a Faculdade de Medicina do Hospital de São Bartolomeu e com a Faculdade de Medicina do Hospital de Londres para formar a Faculdade de Medicina e Odontologia.
O principal campus da Queen Mary fica na área de Stepney, em Tower Hamlets, com outros campi em Holborn, Smithfield e Whitechapel. Entre 2015 e 2016, havia 17.140 alunos e quatro mil funcionários. A Queen Mary é organizada em três faculdades — a Faculdade de Ciências Humanas e Sociais, a Faculdade de Ciências e Engenharia e Barts e a Escola de Medicina e Odontologia de Londres.
A Queen Mary é membra do Grupo Russell de universidades britânicas de pesquisa, a Associação das Universidades da Commonwealth e Universities UK. Queen Mary é um importante centro de ensino e pesquisa médica e faz parte do UCLPartners, o maior centro acadêmico de ciências da saúde do mundo. Tem uma parceria estratégica com a Universidade de Warwick, incluindo colaboração de pesquisa e ensino conjunto de estudantes de graduação em inglês, história e ciência da computação. A Queen Mary dirige programas no Instituto da Universidade de Londres em Paris, assumindo as funções oferecidas pela Royal Holloway. A Queen Mary também colabora com a Universidade de Londres para oferecer seu programa Global de MBA. Para os anos de 2017 e 2018, Queen Mary teve um faturamento de 459,5 milhões de libras, incluindo 106,5 milhões de libras em verbas para pesquisa e contratos.
No ranking das universidades internacionais de 2018/19, a Queen Mary classificou-se em 119.º (QS World University Rankings), 130.º (Times Higher Education World University Rankings), 110.º (Relatório de Notícias e Mundo dos EUA) e 151–200 (Ranking de Xangai). No ranking nacional de universidades do Reino Unido, Queen Mary ficou em 38.º lugar pelo The Complete University Guide 2019, 46 pelo The Times/Sunday Times Good University Guide 2019 e 83.º pelo The Guardian University Guide 2019. Há oito ganhadores do Prêmio Nobel entre os ex-alunos do Queen Mary, funcionários atuais e antigos.

## História

### Faculdade de Medicina do Hospital de São Bartolomeu e a Faculdade de Medicina do Hospital de Londres
A Faculdade de Medicina do Hospital Real de Londres (agora parte da Barts e da Escola de Medicina e Odontologia de Londres) foi a primeira faculdade de medicina da Inglaterra quando foi inaugurada em 1785. Em 1850, Elizabeth Blackwell tornou-se a primeira médica do sexo feminino totalmente qualificada no Reino Unido, após o treinamento no Hospital de São Bartolomeu.

### Palácio do Povo
O predecessor do Queen Mary College foi fundado em meados da era vitoriana como People's Palace (Palacio do Povo) quando a crescente conscientização sobre as condições no East End de Londres levou à criação de instalações para os habitantes locais, popularizada no romance de 1882 All Sortes of Conditions of Men - An Impossible History de Walter Besant, que contou como um casal rico e inteligente de Mayfair foi para o East End para construir um "Palácio do Deleite, com salas de concertos, salas de leitura, galerias de fotos, escolas de arte e design". Embora não seja diretamente responsável pela concepção do Palácio do Povo, o romance fez muito para popularizá-lo.
Os curadores do Beaumont Trust, administrando fundos deixados por Barber Beaumont, compraram o local da antiga Bancroft's School, da Drapers' Company. Em 20 de maio de 1885, o Drapers' Court of Assistants resolveu conceder vinte mil libras "pelo fornecimento das escolas técnicas do Palácio do Povo". A pedra fundamental foi colocada em 28 de junho de 1886 e em 14 de maio de 1887 a Rainha Vitória inaugurou o Queen's Hall do palácio, além de colocar a pedra fundamental para as escolas técnicas na ala leste do palácio.
As escolas técnicas foram abertas em 5 de outubro de 1888, com todo o palácio concluído em 1892. No entanto, outros viram as escolas técnicas como um dia se tornando uma universidade técnica para o East End. Em 1892, a Drapers' Company forneceu sete mil libras por ano durante dez anos para garantir a renda do lado educacional.

### East London College

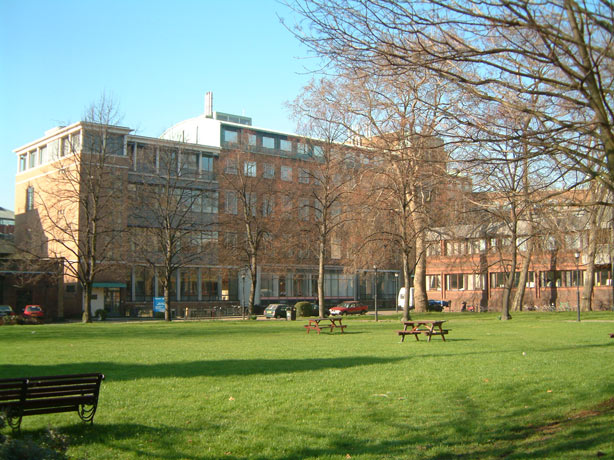
Parte do site da Charterhouse Square

Em 1895, John Leigh Smeathman Hatton, diretor do turno noturno (1892–1896; posteriormente diretor de estudos de 1896 a 1908 e reitor de 1908 a 1933), propôs a introdução de um curso que levaria ao grau de bacharel em ciências da Universidade de Londres. No início do século XX, os primeiros graus foram concedidos e Hatton, juntamente com vários outros professores, foram reconhecidos como Professores da Universidade de Londres. Em 1906, um pedido de fundos parlamentares "para a ajuda de Instituições Educacionais engajadas em trabalhos de natureza universitária" levou a Faculdade a ser admitida em uma base experimental inicial de três anos como Escola da Universidade de Londres, em 15 de maio de 1907, como Faculdade de East London.
O ensino de engenharia aeronáutica começou em 1907, o que levou à criação do primeiro departamento de engenharia aeronáutica do Reino Unido em 1909, apresentando um túnel de vento inovador e criando o que se tornou (após o fim da Universidade de Paris) o mais antigo Programa Aeronáutico do mundo.
Em 1910, o status da faculdade na Universidade de Londres foi prorrogado por mais cinco anos, com a participação ilimitada alcançada em maio de 1915. Durante este período, a organização dos governadores do Palácio do Povo foi reorganizada, criando o Comitê do Palácio do Povo e o Comitê da Faculdade de East London, ambos sob os Governadores do Palácio, como um sinal da crescente separação dos dois conceitos dentro de um único complexo.
Durante a Primeira Guerra Mundial, o Colégio admitiu estudantes da Faculdade de Medicina do Hospital de Londres que se preparavam para o exame médico preliminar, o primeiro passo de um longo processo que acabaria por reunir as duas instituições. Depois da guerra, a faculdade cresceu, ainda que restrito pelo resto do Palácio do Povo a oeste e por um cemitério imediatamente a leste. Em 1920, obteve tanto a Rotunda do Palácio (agora o octógono) como os quartos sob os jardins de inverno, a oeste do palácio, que se tornaram laboratórios químicos. O status da faculdade também era único, sendo a única Escola da Universidade de Londres que estava sujeita tanto aos Comissários de Caridade quanto ao Conselho de Educação.
Em abril de 1929, o Conselho da Faculdade decidiu tomar as medidas para aplicar ao Conselho Privado de uma Carta Régia, mas, a conselho da Drapers' Company, planejou pela primeira vez um esquema de desenvolvimento e expansão, que recomendava, entre outras coisas, a re-amalgamação do Palácio do Povo e a Faculdade, com garantia de provisão do Queen's Hall para fins recreativos, oferecendo pelo menos liberdade de governança, se não no espaço.
Na madrugada de 25 de fevereiro de 1931, um incêndio destruiu o Queen's Hall, embora tanto a faculdade quanto os jardins de inverno tenham escapado. Nos próximos dias, as discussões sobre a reconstrução levaram à proposta de que todo o local fosse transferido para a faculdade, que então solicitaria apenas uma Carta. A Drapers 'Company obteve o St. Helen's Terrace, uma fileira de seis casas vizinhas ao local, e em julho de 1931 concordou em entregá-las ao Palácio do Povo para um novo local adjacente ao antigo, que agora se tornaria inteiramente o domínio da faculdade. A separação foi então alcançada. A Carta passou a ser almejada, mas o Conselho Acadêmico pediu uma mudança de nome, sentindo que o "East London" tinha associações infelizes que atrapalhariam a faculdade e seus graduandos. Com o nome inicial proposto, "Queen's College", tendo já sido levado pelo The Queen's College, Oxford e "Victoria College" parecia não ser original, o "Queen Mary College" estava decidido. A Carta de Incorporação foi apresentada em 12 de dezembro de 1934 pela própria Rainha Maria.

#### Sob a escritura
Durante a Segunda Guerra Mundial, o Colégio foi evacuado para Cambridge, onde compartilhou com o King's College. Depois da guerra, o colégio voltou a Londres, enfrentando muitos dos mesmos problemas, mas com perspectivas de expansão para o oeste. O East End sofreu danos consideráveis de bomba (embora o próprio Colégio tenha incorrido pouco) e, consequentemente, várias áreas de terra perto do local do Colégio ficaram vazias. Novos edifícios para física, engenharia, biologia e química foram construídos nos novos locais, enquanto as artes ocuparam o espaço desocupado no prédio original, agora renomeado como Queens' Building.
O alojamento limitado resultou na aquisição de mais terrenos em South Woodford (agora diretamente conectados à estação de metrô Mile End por meio da extensão da linha central em direção ao leste), sobre os quais foram estabelecidos os blocos de torre. A faculdade também obteve a fábrica de roupas da Co-operative Wholesale Society na Mile End Road, que foi convertida em um prédio para a Faculdade de Direito (e algum outro ensino), bem como a antiga sede da Spratt's Patent Ltd da "maior fábrica de biscoito de cachorro do mundo" na 41-47 Bow Road, que foi convertida em um prédio para a Faculdade de Economia fundada por Maurice Peston, Barão Peston. Ambas as faculdades estavam fisicamente separadas do que era agora um campus a oeste.
De meados da década de 1960 até meados da década de 1980, o Colégio propôs a ligação com a Faculdade de Medicina do Hospital de Londres e a Faculdade de Medicina do Hospital de São Bartolomeu, com uma instalação conjunta em Mile End. Uma outra ligação com Londres e St. Bartholomew's foi feita em 1974, quando um doador anônimo providenciou o estabelecimento de uma nova residência em Woodford, a ser dividida igualmente entre os estudantes do Queen Mary College e as duas faculdades de medicina.
No início dos anos 80, a mudança demográfica e financeira levou a uma reorganização da Universidade de Londres. No Queen Mary, alguns assuntos, como russo e clássico, foram descontinuados, enquanto o College tornou-se um dos cinco da Universidade com concentração de laboratórios, incluindo a transferência de departamentos de ciências do Westfield College, Chelsea College, Queen Elizabeth College e Bedford College.

### De 1989 a 2010
Em 1989, o Queen Mary College (informalmente conhecido como QMC) fundiu-se com o Westfield College para formar o Queen Mary & Westfield College (muitas vezes abreviado como QMW). Nos anos seguintes, as atividades foram concentradas no Queen Mary, com o terreno de Westfield sendo vendido.
Em 1990, o Hospital de Londres foi rebatizado como Hospital Real de Londres, depois de completar 250 anos, e uma reorganização da educação médica na Universidade de Londres resultou na fusão das faculdades de medicina independentes com as grandes faculdades existentes para formar instituições com várias faculdades. Em 1995, o Faculdade de Medicina do Hospital de Londres e o Faculdade de Medicina do Hospital de São Bartolomeu fundiram-se no Queen Mary & Westfield College para formar a entidade agora chamada Barts e a Escola de Medicina e Odontologia de Londres.
Em 2000, o colégio mudou seu nome para uso público geral para Queen Mary, University of London; em 2013, a faculdade mudou legalmente seu nome para Queen Mary University of London. O telescópio VISTA é um telescópio de campo de quatro metros no Observatório Paranal, no Chile, que foi concebido e desenvolvido por um consórcio de universidades do Reino Unido liderado pela Universidade Queen Mary, custando aproximadamente 36 milhões de libras.
O Westfield Student Village abriu em 2004 no Mile End Campus, trazendo mais de dois mil quartos para estudantes e uma enorme variedade de instalações, restaurantes e cafés.
O Blizard Building, sede do Instituto de Ciências Moleculares e Células da Faculdade de Medicina, foi inaugurado no campus de Whitechapel em 2005. O edifício premiado foi projetado por Will Alsop, e é nomeado após William Blizard, um cirurgião Inglês e fundador do Faculdade de Medicina do Hospital de Londres em 1785.
O ano de 2006 viu a reforma do Octógono, a biblioteca original do Palácio do Povo, que remonta a 1888.
Em 2007, partes da Faculdade de Direito — instalações de pós-graduação e do Centro de Estudos de Direito Comercial — mudaram-se para instalações no Lincoln's Inn Fields, no centro de Londres. A exposição Mulheres no Queen Mary foi realizada no octógono, marcando 125 anos do Westfield College e 120 anos do Queen Mary College.
Em setembro de 2009, o primeiro centro de educação científica do mundo, localizado dentro de um laboratório de pesquisa, abriu no Instituto Blizard de Ciência Celular e Molecular, na esperança de inspirar as crianças em passeios escolares e jogos interativos e quebra-cabeças.

### De 2010 até os dias atuais
O Queen Mary tornou-se uma das poucas instituições de nível universitário a implementar uma exigência da nota A* no nível A após sua introdução em 2010 em alguns de seus cursos mais populares, como Engenharia, Direito e Medicina.
Após os protestos estudantis do Reino Unido em 2010, o Queen Mary estabeleceu taxas de nove mil libras por ano para a entrada em setembro de 2012, além de oferecer bolsas e bolsas de estudo.
Em 12 de março de 2012, foi anunciado que o Queen Mary se juntaria ao Grupo Russell em agosto de 2012. Mais tarde, em março, o Queen Mary e a Universidade de Warwick anunciaram a criação de uma parceria estratégica, incluindo colaboração em pesquisa, ensino conjunto de estudantes de inglês, história e ciência da computação, e a criação de oito bolsas de pós-doutorado.
Em janeiro de 2013, o Queen Mary estabeleceu a primeira cadeira professora do mundo em ciência de substituição animal.
A partir de 2014, o Queen Mary começou a conceder seus próprios diplomas, em vez dos da Universidade de Londres.

## Campus

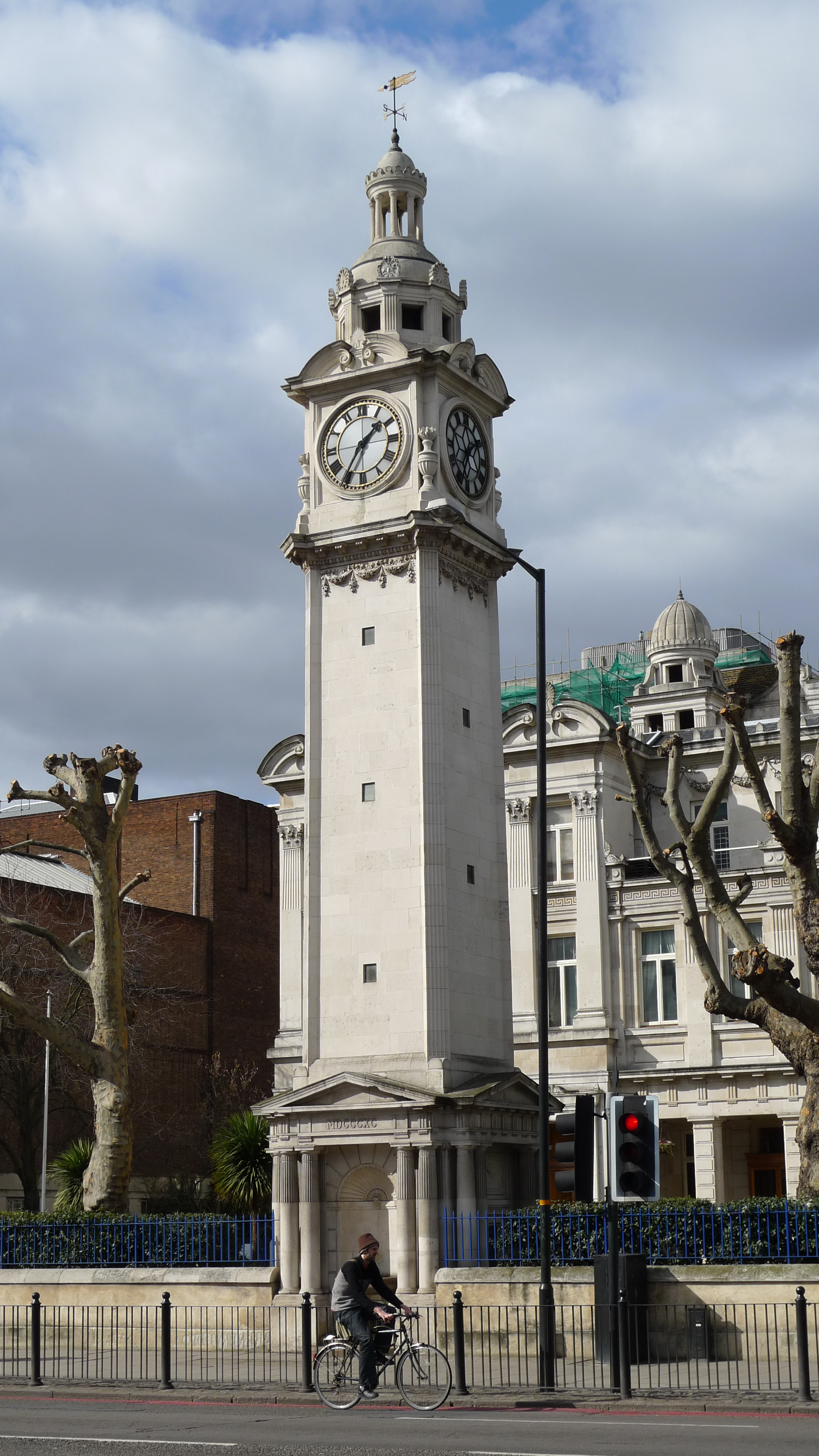
Torre do relógio da Queen no campus Mile End

O principal campus, Mile End, contém a Faculdade de Ciências Humanas e Sociais, a Faculdade de Ciências e Engenharia, o Queens Building, a principal biblioteca universitária, o sindicato estudantil, o bar e clube Draper, vários restaurantes, várias salas de residências e uma academia. Os locais educacionais e de pesquisa do Centro de Pesquisa de Artes, Ciência da Computação, o Grande Edifício de Engenharia, o Edifício GE Fogg, o Edifício Francis Bancroft, o Edifício GO Jones, o Edifício Joseph Priestley, o Centro de Pós-Graduação Lock-keeper e o Edifício de Ciências Matemáticas estão localizados dentro do campus da Mile End.
O Edifício Queens, listado como Grade II, abriga o Octógono. Construído em 1887, o Octógono era originalmente a Biblioteca QMUL. Foi projetado pelo arquiteto E. R. Robson e inspirado na Sala de Leitura do Museu Britânico . Em 2006, "livros encadernados em couro de cores vivas" foram restaurados e reintegrados às estantes de livros, junto com "bustos de literatos famosos olhando para baixo do belo teto abobadado".
Enquanto o Palácio do Povo é o lar do Grande Salão, listado como Grade II. O estilo art déco do Grande Salão tem capacidade para mais de setecentas pessoas e capacidade para mil pessoas. É complementado por três salas de aula e um vestíbulo.
O campus de Whitechapel abrange Barts e a Escola de Medicina e Odontologia de Londres, a Biblioteca Médica de Whitechapel, o premiado Instituto Blizard de Ciência Celular e Molecular e o Hospital Real de Londres.
O campus West Smithfield de Barts e a Escola de Medicina e Odontologia de Londres, a Smith Smith Medical Library, o Instituto Wolfson de Medicina Preventiva, o Centro de Ciência John Vane, o Heart Center e o Hospital St. Bartholomew ficam em Smithfield.
O Centro de Estudos de Direito Comercial e as atividades de ensino de LLM e de pesquisa de pós-graduação são baseados no Lincoln's Inn Fields em Holborn.
O campus de Malta, situado na ilha de Gozo, faz parte do Barts e da Escola de Medicina e Odontologia de Londres. Os alunos ensinados no campus de Malta recebem o mesmo currículo ensinado em Barts, em Londres, para os programas da MBBS Medicine and Medicine Foundation.

### Harold Pinter Drama Studio
O Harold Pinter Drama Studio é o principal espaço de ensino e performance dos alunos e funcionários do Departamento de Teatro. Em 26 de abril de 2005, Harold Pinter, que ganharia o Nobel de Literatura no final daquele ano, deu uma leitura pública e foi entrevistado por seu biógrafo oficial autorizado, Michael Billington, no estúdio batizado por Pinter e localizado como parte da Faculdade. de Artes (Departamento de Drama, Escola de Inglês e Drama) no campus Mile End, para celebrar a sua remodelação.

## Organização e administração
A Queen Mary e a Westfield College foram fundadas pela Lei do Parlamento e pela concessão de uma Carta Régia em 1989, após a fusão do Queen Mary College (incorporada em 1934) e Westfield College (incorporada em 1933). A Carta foi posteriormente revista três vezes: em 1995 (como resultado da fusão do Colégio com o Barts e da London School of Medicine and Dentistry); em 2008 (como resultado do Conselho Privado concedendo os Poderes de Atribuição do Grau Universitário; e em julho de 2010 (seguindo uma revisão de governança).

### Escolas, faculdades e departamentos
Existem três faculdades e um instituto interdisciplinar de ciências da vida. Estes estão divididos em escolas, institutos e departamentos independentes: 
Faculdade de Humanas e Ciências Sociais
- School of Business and Management
- School of Economics and Finance
- School of English and Drama
- School of Languages, Linguistics and Film
- School of Geography
- Global Shakespeare (in partnership with the University of Warwick)
- School of History
- School of Law
  - Centre for Commercial Law Studies
- School of Politics and International Relations

Faculdade de Medicina e Odontologia
- Barts and The London School of Medicine and Dentistry
  - Barts Cancer Institute
  - The Blizard Institute
  - Institute of Dentistry
  - Institute of Health Sciences Education
  - William Harvey Research Institute
  - Wolfson Institute of Preventive Medicine
  - The Centre of the Cell

Faculdade de Ciência e Engenharia
- Institute of Bioengineering
- School of Biological and Chemical Sciences
- School of Electronic Engineering and Computer Science
- School of Engineering and Materials Science
- School of Mathematical Sciences
- School of Physics and Astronomy
- Materials Research Institute (MRI)

Instituto de Ciências da Vida
- Centre for Computational Biology
- Centre for Genomic Health
- Centre for Mind in Society
- Institute of Bioengineering

### Administração central
O Conselho de Financiamento do Ensino Superior da Inglaterra é o principal órgão regulador da Queen Mary desde junho de 2010.

### Finanças
No exercício encerrado em 31 de julho de 2011, a Queen Mary teve um rendimento total (incluindo participação de joint ventures) de 297,1 milhões de libras (2009/10 — 289,82 milhões de libras) e despesas totais de 295,35 milhões de libras (2009/10 — 291,56 milhões de libras). Principais fontes de receita incluídas: 100,02 milhões de libras de subsídios do corpo de financiamento (2009/10 — 103,97 milhões de libras), 82,8 milhões de libras de propinas e contratos de educação (2009/10 — 76,22 milhões de libras), 73,66 milhões de libras de subsídios e contratos de pesquisa (2009/10 — 68,47 milhões de libras) e 1,17 milhão de libras em dotações e investimentos (2008/09 — 1,48 milhão de libras). Durante o exercício financeiro de 2010/11, o Queen Mary teve um gasto de capital de 42,53 milhões de libras (2009/10 — 45,61 milhões de libras).
No final do ano, o Queen Mary tinha dotes de 33,59 milhões de libras (2009/10 — 29,95 milhões de libras) e patrimônio líquido total de 300,79 milhões de libras (2009/10 — 291,38 milhões de libras).

## Perfil acadêmico
A Queen Mary tem cerca de 4.500 funcionários, que lecionam e pesquisam uma ampla gama de assuntos nas áreas de Humanidades, Ciências Sociais e Direito, Medicina e Odontologia e Ciências e Engenharia. Mais de 25 mil alunos estudam nas 21 escolas e institutos acadêmicos, com 44% vindos do exterior e representando 162 países diferentes. A Queen Mary concedeu mais de dois milhões de libras em bolsas de estudo para futuros alunos de pós-graduação no ano letivo de 2011/12.

### Pesquisa
Foi classificada em conjunto 9 no Reino Unido entre instituições multi-faculdades para a qualidade (GPA) de sua pesquisa e vinte pelo seu poder de pesquisa no 2014 Research Excellence Framework. No Reino Unido Research Assessment Exercise resultados publicados em dezembro de 2008, Queen Mary foi colocado em 11 de acordo com uma análise do jornal The Guardian e treze de acordo com o Times Higher Education Supplement, das 132 instituições submetidas para o exercício. O Times Higher comentou que "a maior estrela entre as instituições intensivas em pesquisa foi a Queen Mary, da Universidade de Londres, que passou de 48.ª em 2001 para 13.ª na tabela do Times Higher Education de 2008, com 35 vagas".
O crescimento e a força da pesquisa no College foram recompensados com um convite para se juntar ao Grupo Russell de universidades intensivas em pesquisa no Reino Unido em 2012.
A universidade também é membro do Screen Studies Group, em Londres.

### Bibliotecas
A principal biblioteca da Queen Mary está localizada no campus Mile End, onde a maioria das pessoas está representada. Também possui duas bibliotecas médicas em Whitechapel e West Smithfield. O horário normal de funcionamento é de 8 da manhã à meia-noite. Desde setembro de 2017, a Biblioteca Mile End está aberta 24 horas por dia, 7 dias por semana, durante o período letivo (incluindo feriados).
Como membros de uma faculdade da Universidade de Londres, os alunos do Queen Mary têm acesso à Biblioteca Senate House, compartilhada por outras faculdades, como o King's College London e a University College London, além do acesso à biblioteca na maioria das faculdades da Universidade de Londres, sujeito a aprovação na Universidade dada.

### Parcerias
Queen Mary oferece um programa conjunto de graduação com a Universidade de Pequim de Correios e Telecomunicações. Este foi o primeiro de seu tipo a ser aprovado pelo Ministério da Educação da República Popular da China, é ensinado 50% por cada instituição em Inglês. Em Pequim, funcionários do Queen Mary lecionam parte do programa e os alunos recebem dois graus, um de cada universidade. Os programas são em Telecomunicações e Gestão e Engenharia de Comércio Eletrónico e Direito. Quasedois mil alunos estão estudando nesses programas em 2009 e a primeira turma se formou no verão de 2008. Os programas conjuntos foram elogiados pela UK Quality Assurance Agency; o Ministério da Educação da RPC; e o Instituto Britânico de Engenharia e Tecnologia.
Queen Mary colaborou com a Royal Holloway para ajudar a dirigir programas no Instituto da Universidade de Londres em Paris (ULIP), que é um corpo acadêmico central da Universidade de Londres localizado em Paris, França, permitindo que alunos de graduação e pós-graduação estudassem francês. Estudos de graduação na França. A partir de setembro de 2016, o Queen Mary assumiu as funções oferecidas pela Royal Holloway e todos os alunos são considerados estudantes registrados do Queen Mary.
Queen Mary fornece orientação acadêmica para o grau Global Master of Business Administration oferecido pelo ensino à distância da Universidade de Londres.
Queen Mary é uma das fundadoras da UCLPartners, um centro acadêmico de ciências da saúde localizado em Londres. Queen Mary juntou-se à UCLPartners em 2011.

### Admissões
Em termos de pontos médios de UCAS, Queen Mary ficou em 32.º lugar na Grã-Bretanha em 2014. A universidade dá ofertas de admissão para 75% dos candidatos, a 12.ª mais baixa do Grupo Russell.
De acordo com o 2017 Times e o Sunday Times Good University Guide, aproximadamente 12% dos alunos de graduação da Queen Mary vêm de escolas independentes. No ano académico de 2016–17, a universidade tinha uma desagregação por domicílio de 68:10:22 do Reino Unido: UE: estudantes não pertencentes à UE, respetivamente, com um rácio de mulheres para homens de 54:46.

### Rankings e reputação

#### Mundo
Em 2018, o QS World University Rankings classificou Queen Mary na posição 119 em todo o mundo. O Times Higher Education Mundial University Rankings 2017 classificou Queen Mary na posição 130 mundialmente. O Academic Ranking of World Universities de 2016 classifica Quem Mary entre 151 e 200 no mundo. A universidade ocupa o 51.º lugar no CWTS Leiden Ranking 2018. O 2017 US News & World Report classifica a Queen Mary em 128.° no mundo.

#### Europa
A Queen Mary ocupa o 11.º lugar na Europa no CWTS Leiden Ranking de 2016. A universidade ocupa o 47.º lugar no ranking de Melhores Universidades Europeias do Mundo da U.S. News & World Report. A Times Higher Education classificou a Queen Mary como a 46.ª em um ranking de universidades européias.

#### Sujeito
A Queen Mary é a 69.ª no ranking de Melhores Universidades Globais de Biologia Molecular e Genética da U.S. News & World Report e 70.ª nas Melhores Universidades Globais de Medicina Clínica. O Academic Ranking of World Universities de 2016 classifica a universidade entre 76 e 100 no Ranking das Universidades do Mundo em Ciências da Vida e Agricultura e em Medicina Clínica e Farmácia. O Times Higher Education World University Rankings de 2019 classifica o Queen Mary como 100.° no mundo em relação a Ciência da Computação.
A Faculdade de Direito foi classificada em 34.º lugar no QS World Universities de 2018 e 37.º pela Times Higher Education em 2018.
Barts e a Escola de Medicina e Odontologia de Londres foram classificadas como a 3.ª melhor faculdade de medicina do Reino Unido pelo The Guardian e está classificada mundialmente em 9.º lugar pelo QS World University Rankings (51-100).
As Escolas de Inglês e Drama foram classificadas entre as 35 melhores do mundo, com o ranking da Escola de História no top 50 pela QS World University Rankings.

#### Nacional
A Queen Mary ocupa a 8.ª posição no Reino Unido no CWTS Leiden Ranking de 2016. A Queen Mary está em 13.º lugar no ranking de U.S. News & World Report. Melhores Universidades Globais do Reino Unido e 5.ª em Londres. Em Times Higher Education, as melhores universidades do Reino Unido 2017, foi classificada em 15.º lugar. O The Guardian classifica o Queen Mary nas University league tables de 1.º de Março de Estudos de Mídia e Cinema, segundo de Medicina no Reino Unido, 3.º no Reino Unido de Odontologia, 9 de História no Reino Unido, 5 de Direito no Reino Unido. O Complete University Guide 2019 classifica o Queen Mary em 38.º.
O Research Excellence Framework de 2014 classificou a Queen Mary em nono lugar com a Universidade de Edimburgo e a Universidade de Bristol.
Os alunos do Queen Mary figuram entre os dez primeiros no Reino Unido para receber os salários iniciais, de acordo com o The Times e o Sunday Times University League Table 2016.